# Ducati 900SS
Die Ducati 900 SS (Baujahr 1991–1997) ist ein Motorradmodell des italienischen Motorradherstellers Ducati.

## Geschichte
Die moderne 900 Supersport knüpft an den Klassiker mit Königswellenmotor an. Es handelt sich aber um ein neu entwickeltes Modell mit Nockenwellenantrieb über Zahnriemen. Die Vorläufer der 80er Jahre mit anfälligen Vergasern von Weber und dem  harten Fahrwerk wurden abgelöst.
Im Jahr 1991 änderten sich bei Cagiva/Ducati grundlegende Komponenten. Man trennte sich von Zulieferern mit Qualitätsproblemen und orientierte sich nach Japan. Die 1991 angebotenen Modelle waren technisch gesehen ein Sprung nach vorn. Japanische Elektrik- und Zündanlagen von Kokusan, sowie ebenfalls japanische Federelemente von Showa garantierten ein hohes Qualitätsniveau. Alle Ducati-SS-Modelle wurden ab 1991 mit zwei 38er-Mikuni-Vergasern ausgestattet. Sitzposition und Fahrwerk waren absolut alltagstauglich. Nur der knappe Lenkeinschlag war geblieben. Die Maschine ist ausgestattet mit einer Verkleidung, Doppelscheibenbremse sowie einer komplett einstellbaren Upside-Down-Gabel und einem Ölkühler. Getriebe und Kupplung stammten aus der 851-Reihe, was die Schaltbarkeit verbesserte. Die luft-/ölgekühlten Zylinder wurden mit kühlendem Öl versorgt, das über außen liegende Leitungen ins Motorgehäuse zurückgeführt wird. Der weiße Rahmen und ebensolche Räder ergaben einen auffälligen Kontrast zur roten oder schwarzen Lackierung. Wie nahezu alle Ducatis verfügt auch die 900SS über eine desmodromische Ventilsteuerung.

Die neuartige Optik in Verbindung mit guten Fahrleistungen führte dazu, dass das Modell in großen Stückzahlen abgesetzt wurde.  

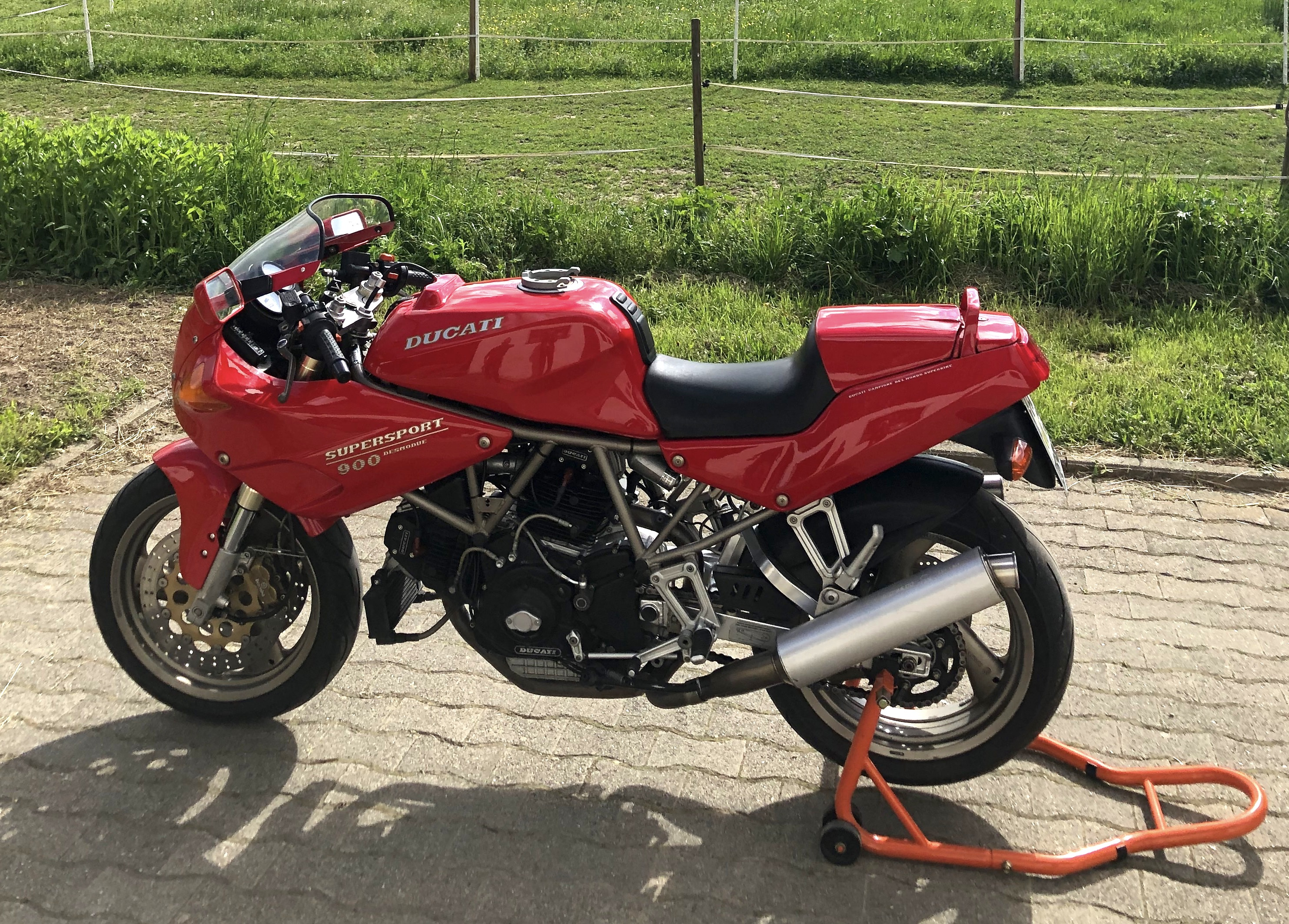
Ducati 900 SS Nuda 1993

Gebaut wurde die Maschine zuerst nur mit Vollverkleidung (Carenata), später auch mit Halbschale (Nuda).
Die Version Superlight war etwas gewichtsreduziert und mit einer Einmann-Höckersitzbank sowie einer Bremsmomentabstützung am Hinterrad ausgestattet. Über die Jahre gab es einige kleinere Modellpflegemaßnahmen (Materialänderung der Zylinderstehbolzen, verbesserte Kolbenringe, Auslassventilführung in Bronze-Messing, Vergaserheizung, verstärkte Hinterradschwinge, Ölthermometer, optimiertes Motorgehäusebelüftungsventil, größerer Vorderradachsdurchmesser, Kupplungs- und Bremspumpe mit externen Flüssigkeitsbehältern). Der Motor verrichtet seinen Dienst auch baugleich in der Ducati Monster (900 cm³). 1998 wurde die Supersport abgelöst durch das Modell 900 SS i. e. mit Einspritzmotor.

## Technische Daten

### Motor
- Luft-/ölgekühlter Zweizylinder-Viertakt-90 Grad-V-Motor
- je eine obenliegende zahnriemenangetriebene Nockenwelle
- zwei desmodromisch betätigte Ventile pro Zylinder
- gleitgelagerte Kurbelwelle
- kontaktlose Zündanlage mit elektronischer Zündverstellung
- zwei 38 mm Mikuni-Gleichdruckvergaser
- Drehstromlichtmaschine 300 Watt, Batterie 12 V/16 Ah, E-Starter
- Bohrung × Hub 92 × 68 mm
- Hubraum 904 cm³
- Verdichtungsverhältnis 9,2 : 1
- Nennleistung 57 kW (78 PS) bei 7.300 min−1
- Max. Drehmoment 83 Nm bei 6.400 min−1

### Kraftübertragung
- Primärantrieb über Zahnräder
- hydraulisch betätigte Mehrscheiben-Trockenkupplung
- klauengeschaltetes Sechsganggetriebe
- Sekundärantrieb über O-Ring-Kette

### Fahrwerk
- Gitterrahmen aus Stahlrohr, Motor-/Getriebegehäuse mittragend
- Lenkkopf kegelrollengelagert
- Upside-Down-Gabel, Gleitrohrdurchmesser 41 mm, Federbasis sowie Zug- und Druckstufendämpfung verstellbar
- Dreiecksschwinge aus Aluprofilen, mit Nadellagern im Getriebegehäuse gelagert
- Zentralfederbein direkt angelenkt, Federbasis und Zugstufendämpfung verstellbar
- Doppelscheibenbremse mit Vierkolbensätteln vorn, halb-schwimmend gelagerte Ø320 mm Bremsscheiben
- Scheibenbremse hinten, Ø245-mm-Bremsscheibe
- Federweg vorn/hinten 120/125 mm
- Leichtmetall Gussräder
- Felgengröße vorn 3.50 × 17
- Felgengröße hinten 5.50 × 17
- Reifengröße vorn 120/70 ZR 17
- Reifengröße hinten 170/60 ZR 17 ww. 180/55 ZR 17

### Maße und Gewichte
- Lenkkopfwinkel 65 Grad
- Nachlauf 103 mm
- Länge 2030 mm
- Radstand 1410 mm
- Sitzhöhe 810 mm
- Lenkerbreite 650 mm
- Tankinhalt/Reserve 17,5/4,5 Liter
- Gewicht vollgetankt 202 kg
- Zul. Gesamtgewicht 400 kg

## Stärken der 900SS
- kräftiger Motor mit viel Drehmoment
- sportliches Fahrwerk ermöglicht zielgenaues und stabiles Fahren, auch bei hoher Geschwindigkeit
- es gibt sehr viel Zubehör, dies ermöglicht individuelle Umbauten
- konstante Gebrauchtpreise, kaum Wertverlust

## Schwächen der 900SS
- gelegentlich Spannungsrisse am Rahmenkopf
- ebenso Risse an der Hinterradschwinge in den Bereichen Schwingenachsen- und Federbeinaufnahme
- kleinere Schwächen wurden im Rahmen der Modellpflege behoben

## Sondermodell Chiara

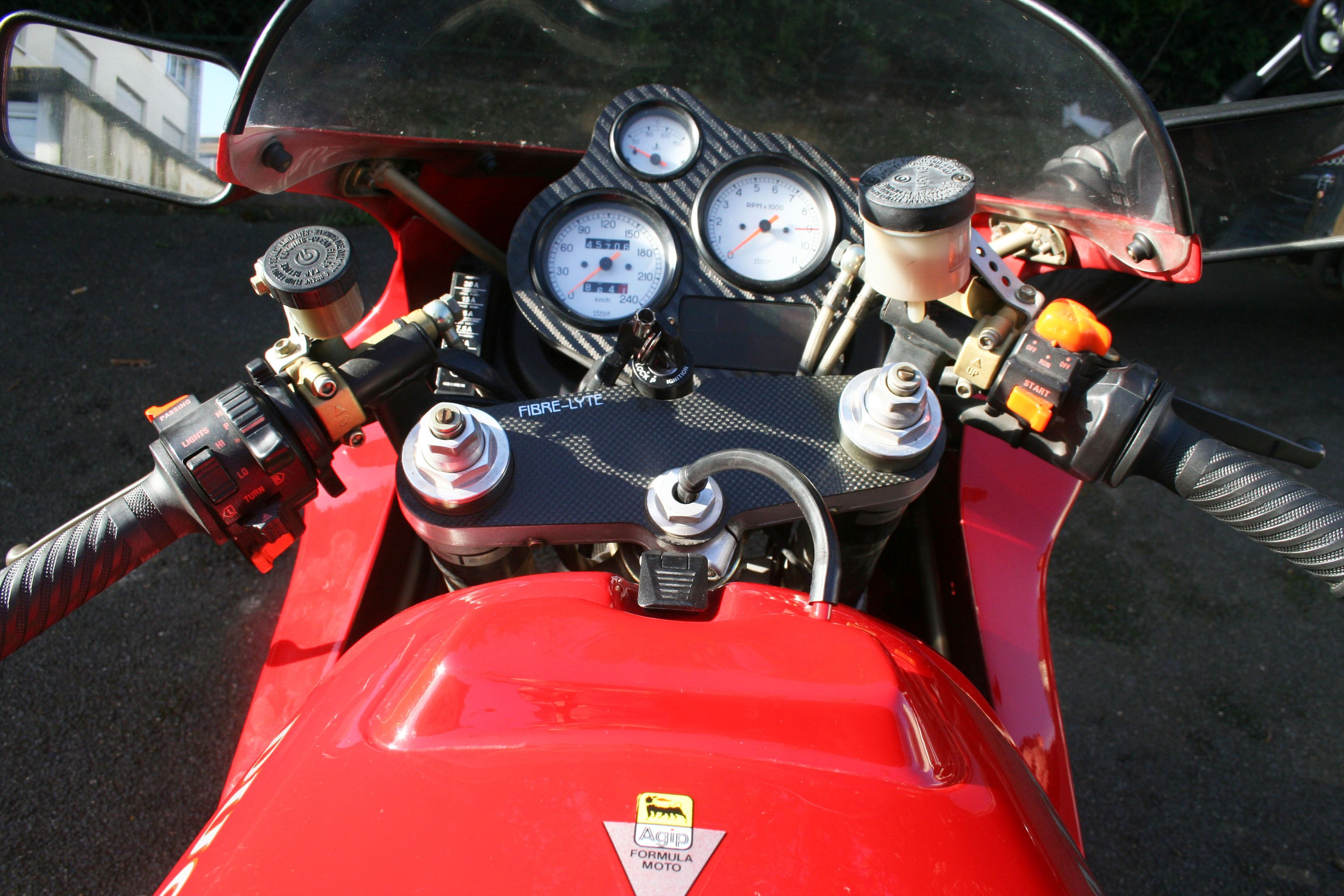

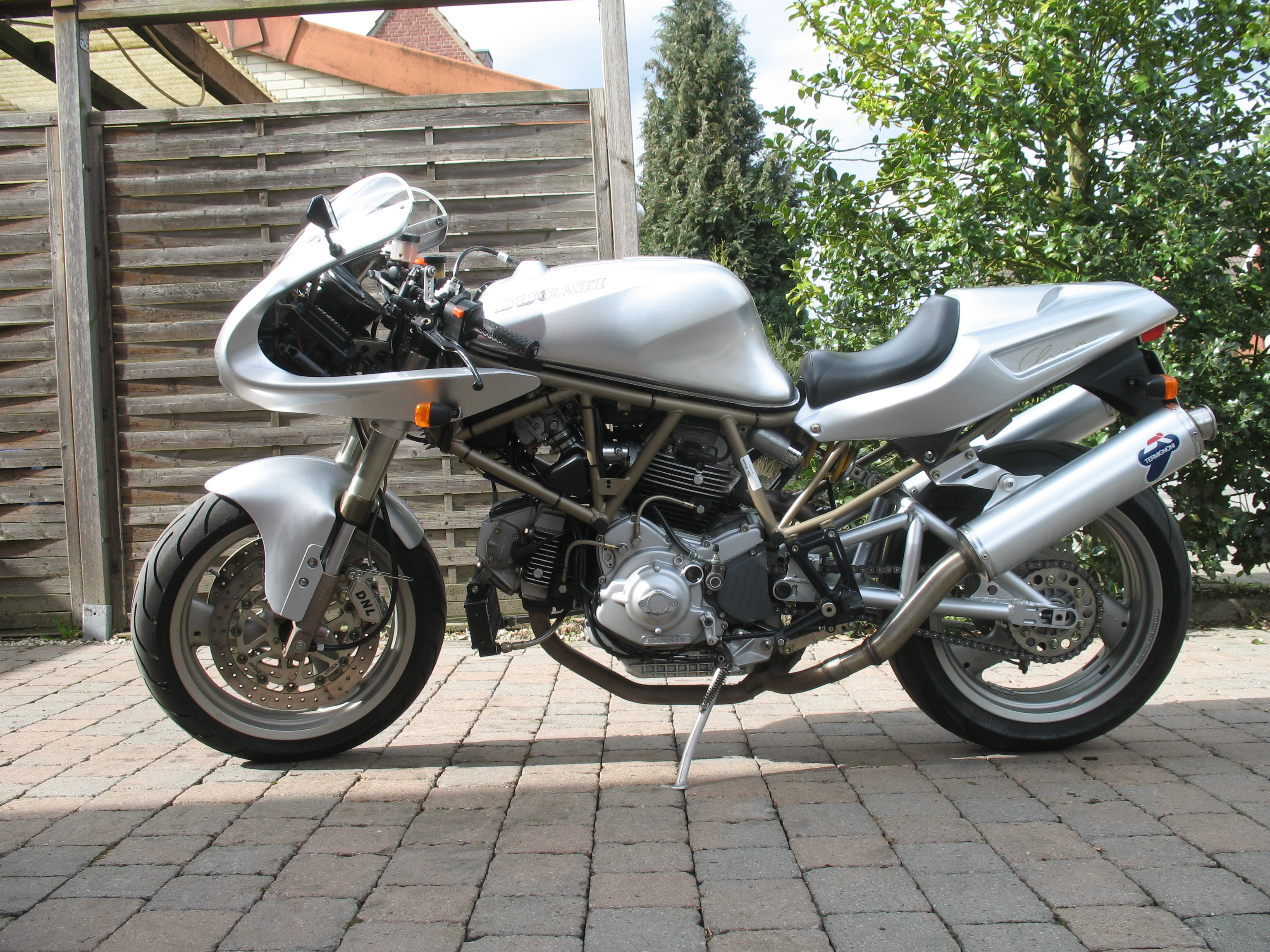

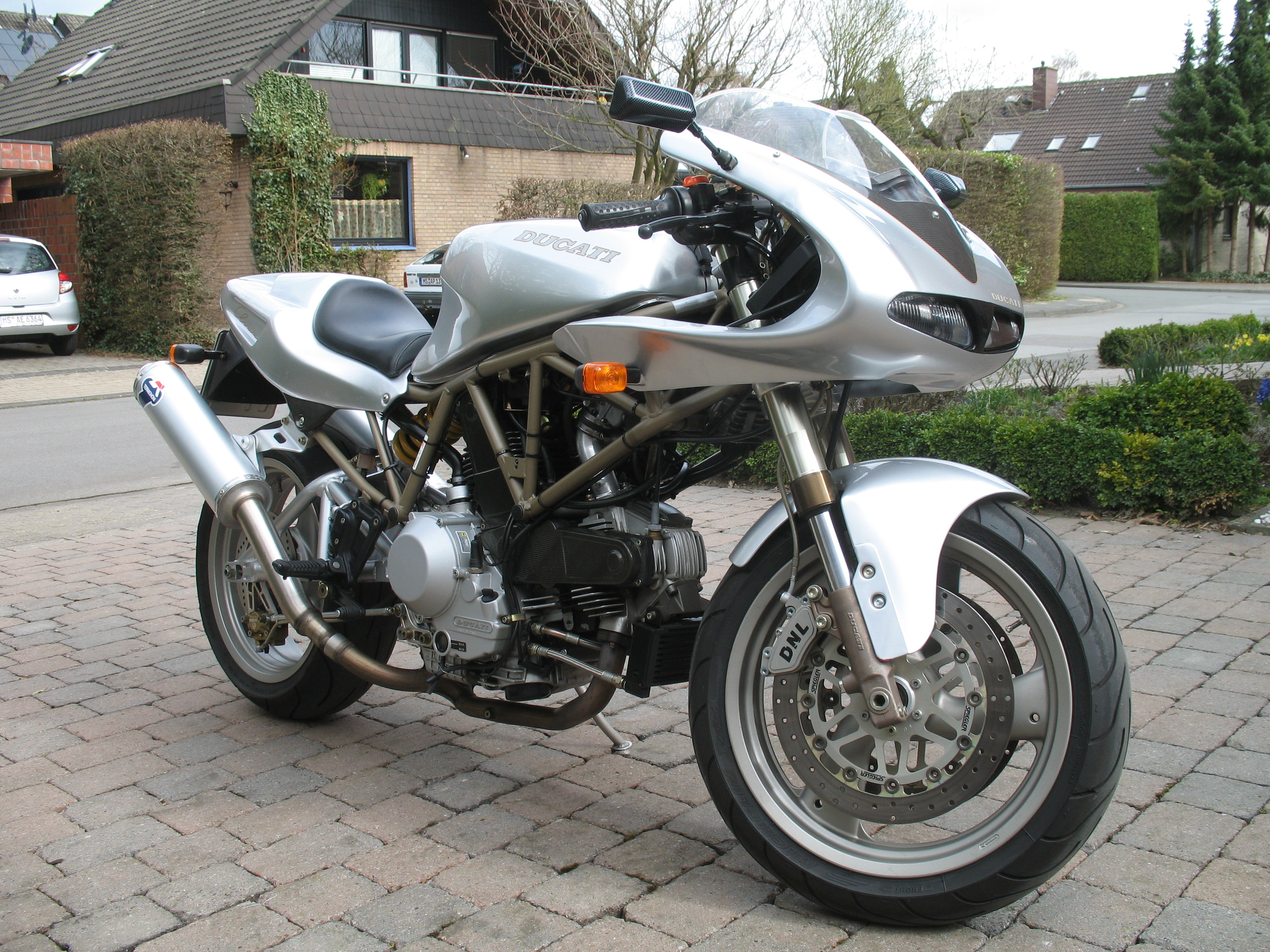

Die Ducati 900 Chiara ist ein Motorradmodell des italienischen Motorradherstellers Ducati. Das Vergasermodell mit Zahnriemenantrieb wurde 1996, als limitiertes Sondermodell der Ducati 900 SuperSport, eingeführt. Nur wenige Modelle wurden vom deutschen Importeur DNL bei der Firma Hegemann in Auftrag gegeben. Die veröffentlichten Stückzahlen schwanken zwischen 37 und 50 Modellen. Tatsächlich wurden ursprünglich 50 Maschinen in Auftrag gegeben, jedoch nur 37, in folgenden Farben, gebaut:
- Das Einzelstück hat laut Hegemann heute 358.000 km gefahren (Stand September 2009) und wird im Sommer wie Winter bewegt. Das Motorgehäuse wurde noch nie geöffnet. Zugelassen ist die Maschine in Paris (Frankreich).

Die Firma DNL hatte für ca. 50 Fahrzeuge Restteile und es wurden 10 Satz Verkleidungen und Schwingen ins Ersatzteillager bei DNL gelegt. Der ursprüngliche Verkaufspreis der Chiara lag bei rund 25.500 DM. Der Motor wurde gegenüber dem Serienmodell – Ducati 900SS – nicht verändert.

### Technische Daten
- Baujahr: 1996
- Hubraum: 904 cm³
- Bohrung: 92 mm
- Hub: 68 mm
- Vergaser: Mikuni BDST
- Zündung: Kokusan
- Verdichtungsverhältnis: 9,2:1 (+-)0,5
- Leistung: 57 / 78 bei 7.000 min−1
- Drehmoment max: 83 bei 6.400 min−1
- Leergewicht: 193 kg
- Getriebe: 6-Gang
- Höchstgeschwindigkeit: 220 km/h
- Bremse vorn:Spiegler Gußscheibe gelocht 320 mm
- Bremszangen: Spiegler Vierkolben-Sattel
- Pumpentyp: Brembo
- Bremse hinten: gelochte Bremsscheibe aus Gusseisen 245 mm
- Bremsfläche: 26,6 cm²
- Bremszange: Brembo
- Gabel: Showa
- Durchmesser: 41
- Hub: 120
- Einzelstossdämpfer hinten: 14fach verstellbar
- Hub: 125
- Scheinwerfer: Cagiva Mito
- Standlicht: –
- Batterie: 12 V, 16 Ah
- Drehstromgenerator: –
- Starter: 1- kW
- Licht hinten: Ducati Monster

### Veränderungen gegenüber dem Serienmodell
Laut Peter Hegemann waren die wichtigsten Kriterien, bei der Veränderung gegenüber dem Serienmodell, die Bremsanlage und die um 28 mm längere Schwinge.
Die Bremsanlage wurde wegen des bekannten Mangels der Serienanlage geändert. Diese hatte einen sehr weichen Druckpunkt bei Beanspruchung (Hitze).
Die Schwinge wurde 28 mm länger, um mehr Gewicht auf das Hinterrad zu bekommen. Bei schnellem Herunterschalten und mit leichter Schwungmasse neigte das Motorrad beim Reinfahren in die Kurve zu „Hinterradstempeln“ und das Federbein war komplett ausgefedert. Resultat: Der Reifen verliert Grip. Beim Herausbeschleunigen aus der Kurve konnte man so früher Gas geben. Außerdem wurde das Federbein, durch den geänderten Hebel, etwas weicher in der Federrate.
- Verändertes Fahrwerk
- Schwinge aus Aluminiumrohr um 28 mm länger von Peter Hegemann
- Kette wurde 4 Glieder länger
- Veränderte Bremsen (Spiegler Vierkolben-Sattel und 320er Gussbremsscheiben)
- Stahlflex-Bremsleitungen
- Scheinwerfer der Cagiva Mito
- Cagiva Elefant Rücklicht (Nummerntafelbeleuchtung)
- Neue Frontverkleidung (an Ducati Supermono angelehnt)
- Verändertes Heck (an Ducati 916 angelehnt)
- Carbon-Zahnriemenabdeckung
- Carbon-Cockpitverkleidung
- Hohe Termignoni-Auspuffanlage
- Hey-Tec-Bremsabstützung hinten